# Alessandro Puccini
Alessandro Puccini (Cascina, 28 agosto 1968) è un maestro di scherma ed ex schermidore italiano, specializzato nel fioretto.

## Biografia
Cresciuto alla scuola di Antonio Di Ciolo, ha seguito il fratello maggiore Marco, fin dalla tenera età. Nel 1978 ha esordito in competizioni regionali e nazionali ben figurando grazie allo stile elegante ed allo stesso tempo molto efficace. È entrato nelle squadre Nazionali giovanili seguendo la trafila delle varie rappresentative ed ha conquistato bronzo ai campionati del mondo giovanili e la Coppa del Mondo giovani nel 1989. Dallo stesso anno appartiene al Corpo dei Carabinieri. L'anno successivo è riuscito a conquistare il posto nello squadrone azzurro che annoverava i più grandi fiorettisti del mondo. In carriera ha vinto molte medaglie tra Campionati del Mondo militari, Universiadi, Giochi del mediterraneo Campionati d'Europa e Campionati del Mondo. Il suo maggiore successo lo ha conquistato nel 1996 quando ha vinto la medaglia d'oro ai Giochi della XXVI Olimpiade di Atlanta, battendo in finale il francese Lionel Plumenail. La sua tecnica era fine e delicata, elegante soprattutto in difesa riusciva a colpire con colpi veramente raffinati.
Nella sua carriera si è aggiudicato anche due ori e un argento a squadre e un argento individuale ai Campionati mondiali di scherma.
Ha vinto, inoltre, quattro titoli nazionali consecutivi nella specialità del fioretto, dal 1992 al 1995.
Dopo qualche anno di silenzio per dedicarsi alla famiglia è tornato ad occuparsi di scherma come maestro nel club "Oreste Puliti" di Lucca.
Dal 1º settembre 2012 è tornato alla Scuola del suo Maestro e da allora è il responsabile del settore cadetti del Club scherma Pisa Antonio Di Ciolo. Nel 2012 ha frequentato il Corso per Tecnici di IV livello del CONI, massimo titolo accademico per i tecnici del mondo sportivo italiano.

## Palmarès
In carriera ha conseguito i seguenti risultati:
 Giochi olimpici 
Individuale
- Oro nel fioretto ad Atlanta 1996

A squadre
 Mondiali 
Individuale
- Argento nel fioretto ad Atene 1994

A squadre
- Oro nel fioretto a Lione 1990
- Oro nel fioretto ad Atene 1994
- Argento nel fioretto a Essen 1993
- Bronzo nel fioretto a Città del Capo 1997

 Mondiali militari 
Individuale
- Argento nel fioretto ad Berna 1990
- Bronzo nel fioretto a Halmstad 1988
- Bronzo nel fioretto a Warendorf 1989

A squadre
- Oro nel fioretto a Warendorf 1989
- Argento nel fioretto a Halmstad 1988
- Bronzo nel fioretto ad Berna 1990

Europei
Individuale
A squadre
- Oro nel fioretto a Bolzano 1999

 Giochi del Mediterraneo 
Individuale
- Bronzo nel fioretto a Bari 1997

 Universiadi 
Individuale
- Argento nel fioretto a Sheffield 1991
- Bronzo nel fioretto a Buffalo 1993

A squadre
- Oro nel fioretto a Sheffield 1991
- Argento nel fioretto a Buffalo 1993

 Campionati italiani 
Individuale
- Oro nel fioretto nel 1992
- Oro nel fioretto nel 1993
- Oro nel fioretto nel 1994
- Oro nel fioretto nel 1995

A squadre
 Altri risultati 
Mondiali giovani
Individuale
- Bronzo nel fioretto a South Bend 1988

A squadre